# Elecciones estatales de Bremen de 1971
La elección estatal en Bremen de 1971 fue la octava elección al Bürgerschaft de la Ciudad Libre Hanseática de Bremen. Tuvo lugar el 10 de octubre de 1971.

## Resultados
La participación fue del 80,0 por ciento. El SPD, que gobernaba en solitario desde julio, pudo ampliar la mayoría absoluta de escaños y seguir gobernando solo. El DKP, fundado en 1968, alcanzó en esta elección un 3,1 por ciento de los votos, siendo este hasta ahora su mejor resultado a nivel nacional, pero no pudo obtener representación. El NPD, que había logrado en las elecciones anteriores el 8,8 por ciento de los votos y ocho escaños, se retiró con un 2,8 por ciento de los votos del parlamento.
| Partido | Partido | Votos   | %    | Escaños |
| ------- | ------- | ------- | ---- | ------- |
|         | SPD     | 244.470 | 55,3 | 59 (+9) |
|         | CDU     | 139.423 | 31,6 | 34 (+2) |
|         | FDP     | 31.509  | 7,1  | 7 (–3)  |
|         | DKP     | 13.828  | 3,1  | 0       |
|         | NPD     | 12.561  | 2,8  | 0 (–8)  |